# Mira Todorowa
Mira Todorowa (ur. 12 kwietnia 1994 w Czirpan) – bułgarska siatkarka, reprezentantka kraju, grająca na pozycji środkowej.

## Sukcesy klubowe
Liga bułgarska:
- 2011, 2012

Puchar Bułgarii:
- 2012

Puchar Szwajcarii:
- 2014, 2018

Liga szwajcarska:
- 2014, 2018

Superpuchar Francji:
- 2015

Liga francuska:
- 2017

Superpuchar Szwajcarii:
- 2017

Liga niemiecka:
- 2022[3]
- 2021

Puchar Niemiec:
- 2022[4]

Puchar CEV:
- 2022[5]

Liga rumuńska:
- 2024[6]
- 2023[7], 2025[8]

## Sukcesy reprezentacyjne
Liga Europejska:
- 2018, 2021